# Karla Chadimová
Karla Chadimová (* 13. Juni 1943 in Prag) ist eine US-amerikanisch-tschechische Schauspielerin, die in den 1960er und 1970er Jahren häufiger in Film- und Fernsehproduktionen beider deutscher Staaten zu sehen war.

## Karriere
Karla Chadimová wurde von dem Regisseur Zbyněk Brynych als Schülerin für den Film entdeckt. Ab 1959 spielte sie in zahlreichen tschechischen Filmen, sowohl historischen als auch Gegenwartsgeschichten. In der DDR wurde sie dem Publikum 1964 mit dem DFF-Film Das Mädchen aus dem Dschungel vorgestellt, im Jahr darauf sah man sie mit dem Part der jungen Slowakin Milena in Joachim Kunerts Die Abenteuer des Werner Holt.
Daraufhin wurde man auch in der Bundesrepublik auf sie aufmerksam und gab Karla Chadimová eine Nebenrolle in der Neuverfilmung des munteren Kostümstoffs Liselotte von der Pfalz von Kurt Hoffmann. Im Anschluss daran gelang ihr der endgültige Durchbruch mit der Rolle des Musikclowns Nina und der Verlobten des Trapezartisten Viggo Doria in der 18-teiligen Fernsehserie Salto Mortale. Nach dem Prager Frühling fand Karla Chadimová nur noch schwer Anschluss an das Filmgeschäft; in der DDR blieb sie vor allem 1974 mit der Fernfahrerkomödie Wie füttert man einen Esel als Partnerin Manfred Krugs in Erinnerung. 1977 verließ sie mit ihrem Mann Jan Tříska die ČSSR und ging in die USA, wo sie mehrfach in Gastrollen in TV-Serien (Airwolf, Agentin mit Herz, MacGyver) zu sehen war. Nach der politischen Wende trat sie 1991 noch einmal in Die Volksschule in einem tschechoslowakischen Film auf. Es war zugleich ihre letzte Filmrolle.

## Filmografie
- 1959: Zatoulané delo
- 1959: Pet z miliónu
- 1959: Taková láska
- 1960: Romeo, Julia und die Finsternis (Romeo, Julie a tma)
- 1960: Zlé pondelí
- 1960: Leute wie du und ich (Lidé jako ty)
- 1961: Walzer für Millionen (Valcík pro milión)
- 1961: Piesen o sivom holubovi
- 1962: Die Teufelsfalle (Dáblova past)
- 1963: Ein Schloß für Barbara (Zámek pro Barborku)
- 1963: Goldener Farn (Zlaté kapradí)
- 1963: Drei Mann unter einem Dach (Tri chlapi v chalupe)
- 1964: Rebellion im Standesamt (Komedie s Klikou)
- 1965: Die buntscheckigen Engel (Strakatí andelé)
- 1965: Die Abenteuer des Werner Holt
- 1965: Platzkarte ohne Rückkehr (Místenka bez návratu)
- 1966: Verbrechen in der Mädchenschule (Zlocin v dívcí skole)
- 1966: Sedmi kontinent
- 1966: Liselotte von der Pfalz
- 1966: Liebesspiel im Schnee (Ski Fever)
- 1966: Juwelenräuber werden gejagt (Hra bez pravidel)
- 1967: Clovek a jeho dum
- 1967: Im Zeichen des Krebses (Znamení raka)
- 1967: Marketa Lazarová
- 1968: Objízdka
- 1968: Schlüssel zum Erfolg (Bylo ctvrt a bude pul)
- 1969–1972: Salto Mortale (Fernsehserie, 18 Folgen)
- 1971: Zlocin na Zlenicích hrade (Fernsehfilm)
- 1974: Wie füttert man einen Esel
- 1974: Der Fall des toten Mannes (Prípad mrtvého muze)
- 1975: Das unsichtbare Visier (Fernsehserie, eine Folge)
- 1976: Die Herren Buben (Páni kluci)
- 1976: Kazimierz Wielki
- 1977: Eichholz und Söhne (Fernsehserie)
- 1985: Airwolf (Fernsehserie, eine Folge)
- 1985: Agentin mit Herz (Scarecrow and Mrs. King, Fernsehserie, eine Folge)
- 1987: MacGyver (Fernsehserie, eine Folge)
- 1991: Die Volksschule (Obecná skola)